# エミリ・アテフ
エミリ・アテフ (Emily Atef, 1973年 - ）は、ドイツ、フランス、イランにルーツを持つ映画監督・脚本家である。国籍はフランス。2001年よりベルリン在住。

## 経歴
イラン人の父とフランス人の母のもと、西ベルリンに生まれた。兄が1人いる。7歳の時に家族とロサンゼルスに引っ越すが、13歳で学校に通うため単身フランスへ渡り、1993年バカロレアを取得。その後、ロンドンで女優として活動していたが、2001年ドイツ映画・テレビアカデミー・ベルリン（dffb）で演出を学び、2005年に修了する。
初の長編映画『Molly’s Way』は、ミュンヘン映画祭で脚本共同執筆のエスター・ベルンシュトルフとともに最優秀脚本賞を獲得、作品もマール・デル・プラタ国際映画祭において審査員特別賞を受賞した。続く『Das Fremde in mir』は、産後鬱を取り上げた作品で、カンヌ国際映画祭の批評家週間でプレミア上映されたほか、シュトゥディオ・ハンブルク新人賞、サンパウロ国際映画祭最優秀賞など、様々な賞を受賞した。長編3作品目となった『Töte mich』はブラッドフォード国際映画祭で最優秀ヨーロッパ映画賞を受賞した。2016年には公営放送ARDのテレビ映画『Königin der Nacht』、2017年には同じくARDのテレビ映画『Wunschkinder』を監督、家族をテーマにした両作品はどちらも2018年のグリム賞にノミネートされている。続くテレビ映画作品『Macht euch keine Sorgen』は19歳の息子がシリアへ渡りISISに加わったことを知る父親についての物語で、2017年ホーファー･フィルムデーズでのプレミア上映を経て2018年に放映された。
2018年の長編映画『ロミー・シュナイダー 〜その光と影〜』でアテフは、脚本と監督を担当している。物語は女優ロミー・シュナイダーの実話に基づいており、スポットライトの中のスター女優として、母親でもある私人として、ふたつの顔に引き裂かれる女性の葛藤を描いている。ドイツ･オーストリア･フランスの合作である『ロミー・シュナイダー 〜その光と影〜』は第68回ベルリン国際映画祭でコンペティション部門に出品され、同2018年のドイツ映画賞において、最優秀作品賞、監督賞、主演女優賞ほか、7部門に渡る受賞の快挙を遂げる 。

## 作品

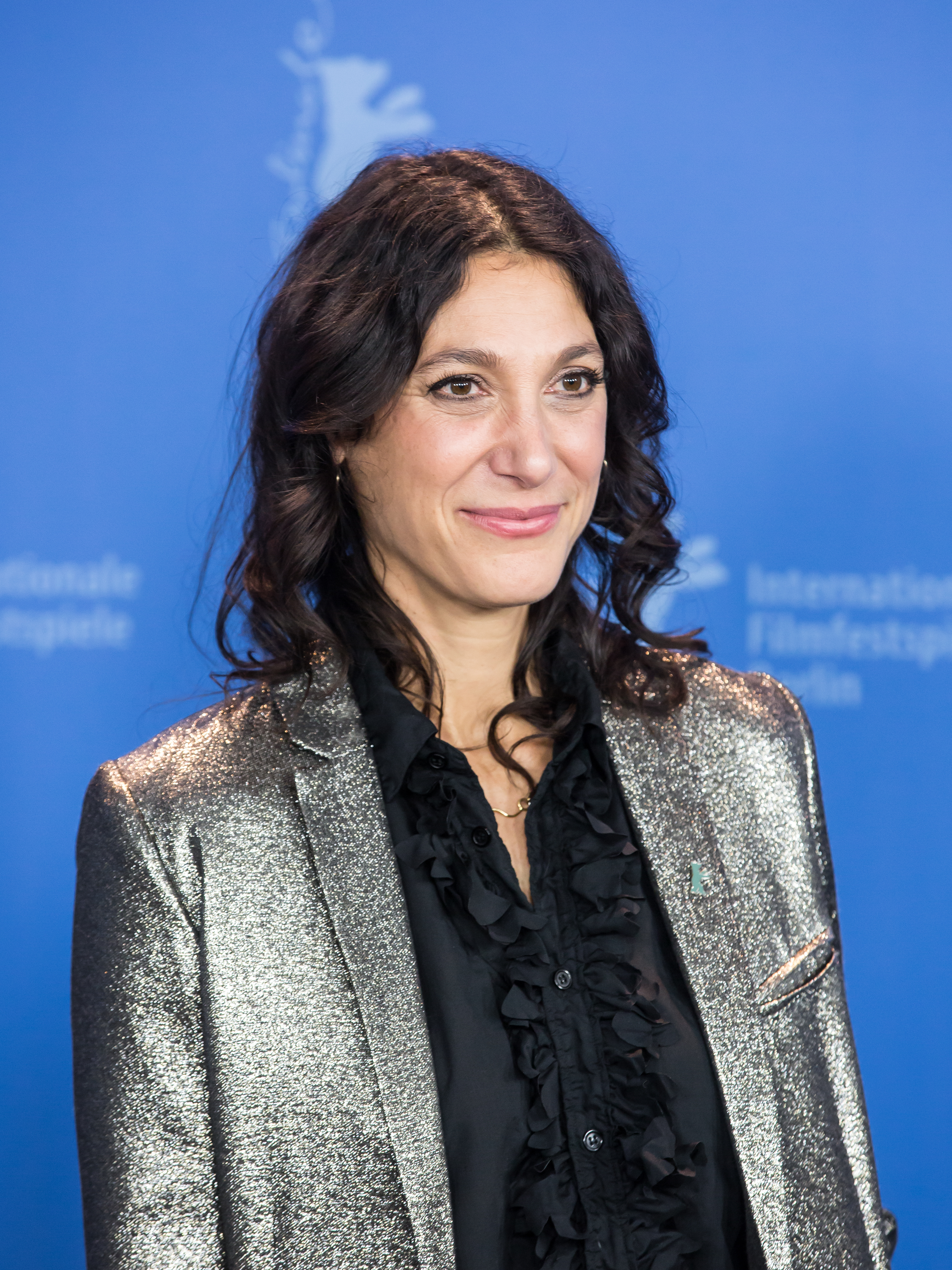
エミリ･アテフ（2018年、ベルリン国際映画祭にて）

- From XX to XY. Fighting to Be Jake (2002) 監督、短編映画
- Sundays (2003) 監督・脚本
- I Love You, I Kill You (2004) 監督・脚本
- Asyl (2004) 監督
- Molly’s Way (2005) 監督・脚本
- Das Fremde in mir (2008) 監督・脚本
- Töte mich (2012) 監督・脚本
- Wunschkinder (2016) 監督、テレビ映画
- Königin der Nacht (2017) 監督、テレビ映画
- ロミー・シュナイダー 〜その光と影〜 3 Tage in Quiberon (2018) 監督・脚本
- Macht euch keine Sorgen (2018) 監督、テレビ映画

### 出演のみ
- Marseille (2004)

## 受賞歴
- 2005年：ミュンヘン映画祭 - 最優秀脚本賞（『Molly’s Way』、共同執筆のエスター・ベルンシュトルフと共に）
- 2006年
  - ボゴタ映画祭 - シルバー・プリコロンビアン･サークル（最優秀映画賞）、（『Molly’s Way』）
  - マール・デル・プラタ国際映画祭 - 審査員特別賞（『Molly’s Way』）
  - トルコ・ドイツ映画祭 - 最優秀作品賞（『Molly’s Way』）
- 2008年
  - マール・デル・プラタ国際映画祭 - SIGNIS賞（『Das Fremde in mir』）
  - オルデンブルク国際映画祭 - ドイツ・インディペンデンス賞（最優秀ドイツ映画賞および観客賞）およびオットー・シュプレンガー賞（『Das Fremde in mir』）
  - サンパウロ国際映画祭 - 国際審査員賞（最優秀作品）（『Das Fremde in mir』）
- 2015年：ベルリン国際映画祭 -  Eurimages Co-Production Development Award（カーステン･シュトェーターと共に）
- 2018年：ドイツ映画賞 - 最優秀監督賞（『ロミー・シュナイダー～その光と影～』）